# Jack Michael Martínez
Pour les articles homonymes, voir Martinez.
Jack Michael Martínez, né le 12 octobre 1981, à Saint-Domingue, en République dominicaine, est un joueur dominicain de basket-ball. Il évolue aux postes d'ailier fort et de pivot. 

## Palmarès
- 3e du championnat des Amériques 2011
- Finaliste des Jeux panaméricains de 2003
- CentroBasket 2004, 2012
- CentroBasket 2010
- CentroBasket 2008